# Babati
Babati  este un oraș situat în partea de nord a Tanzaniei. Este reședinta  regiunii Manyara.